# Горовцев, Александр Михайлович
Горовцев Александр Михайлович (1878 — 28 октября 1933 г. Париж).
Окончил юридический факультет Петербургского университета. Был оставлен на кафедре международного права. Он являлся приват-доцентом Петербургского университета и с 1912 г. делопроизводителем Первого департамента Министерства иностранных дел.
В 1918 году А. М. Горовцев переезжает в Пермь, чтобы работать на кафедре административного права юридического факультета Пермского университета.
С эвакуацией в июне 1919 года Пермского университета в Томск продолжил преподавание в Томском университете, где читал курс международного права на юридическом факультете, затем с конца ноября 1919 до середины 1920 года работал в Иркутском университете. При этом он оставался в штате профессоров ПГУ и в июле 1920 года по заданию факультета общественных наук был направлен в научную командировку в университетские города России. Однако в Пермь он не вернулся и вскоре эмигрировал.
В эмиграции А. М. Горовцев с марта 1921 года. За границей он продолжал заниматься теоретическими вопросами международного права, издав две специальные монографии на французском языке. Им также была опубликована проблемная работа о парламенте.
А. М. Горовцев принадлежал к числу разносторонне одарённых людей. В Петрограде в 1915–1916 гг. он издавал журнал фельетонов «Отклики». Нередко публиковался под псевдонимом «Сергей Рунин». В Париже он продолжал и эту литературную деятельность. В 1922 г. им был издан политический альманах «Трибуна».
А.М.Горовцев, испытывая серьезные сложности с поиском работы в сфере науки и права в Европе, планировал на переезд в Америку. Об этом свидетельствуют страницы его переписки с П.А.Сорокиным
Судьба учёного сложилась трагически. Не имея средств к существованию, он застрелился в Булонском лесу. Учёный был похоронен в Париже на кладбище Тиэ 2 ноября 1933 года.

## Избранные работы
- Горовцев А. М. Международное право. Избранная литература. Краткая энциклопедия. СПб., 1909.
- Горовцев А. М. О выпрямлении косвенных налогов. Иркутск, 1920.
- Горовцев А. М. Новые мысли о народном представительстве. Томск, 1919.
- Gorovtseff Alexandre. Le parlement de demain. Quelques idees nouvelles sur la formation de la representation national. Paris: Giard, 1924.